# Atractodes robustus
Atractodes robustus är en stekelart som beskrevs av Per Abraham Roman 1939. Atractodes robustus ingår i släktet Atractodes och familjen brokparasitsteklar. Arten är reproducerande i Sverige. Inga underarter finns listade.